# Baetodes inaquita
Baetodes inaquita is een haft uit de familie Baetidae. De wetenschappelijke naam van de soort is voor het eerst geldig gepubliceerd in 2011 door de-Souza, Salles & Nessimian.
De soort komt voor in het Neotropisch gebied.